# Stortjärnen (Los socken, Hälsingland, 684957-146010)
Stortjärnen är en sjö i Ljusdals kommun i Hälsingland och ingår i Ljusnans huvudavrinningsområde.